# Бугорков, Степан Степанович
Степа́н Степа́нович Бугорко́в (27 ноября 1920 года, Кремёнки, Дивеевский район, Горьковская область — 17 ноября 1991 год, Луганск, УССР, СССР) — советский писатель, поэт.
По национальности — русский.
Несмотря на то, что практически всю сознательную жизнь проживал в Ворошиловградской (Луганской) области и входил в Национальный союз писателей Украины, создавал свои произведения на русском языке.

## Биография
Степан Бугорков родился 27 декабря 1920 года в селе Кремёнки Дивеевского района Горьковской области в крестьянской семье.
В сентябре 1940 года Степан Бугорков был призван в ряды Советской Армии Киевским ГВК и ушёл на фронт.
Начинал службу в качестве санинструктора, а закончил редактором дивизионной газеты в звании старший лейтенант.
В феврале 1943 году, вместе со своей дивизией, участвовал в освобождении Ворошиловграда.
На фронте начал писать стихи и печататься в газетах и журналах.
В 1950 году Степан Бугорков экстерном сдал экзамены в Карагандинском учительском институте, получив красный диплом.
Более десяти лет — 1950 по 1961 годы работал в редакции газеты «Ворошиловградская правда», где заведовал отделом культуры.
Стал первым руководителем областного литературного объединения.
В 1953 году становится членом Национального союза писателей Украины.
Степан Степанович Бугорков умер 17 ноября 1991 года.
Похоронен в Луганске на закрытом городском кладбище «Острая могила» рядом с Владиславом Титовым.

## Личная жизнь
Женат, сын — Сергей.

## Награды
Степан Степанович Бугорков награждён Орденом Отечественной войны II степени, медалями и Грамотой Президиума Верховного Совета УССР.
Лауреат Луганской областной премии имени «Молодой гвардии».